# Prairie Rose
Prairie Rose – miasto w Stanach Zjednoczonych, w stanie Dakota Północna, w hrabstwie Cass.